# ゼーロ・ブオン・ペルシコ
ゼーロ・ブオン・ペルシコ（伊: Zelo Buon Persico）は、イタリア共和国ロンバルディア州ローディ県にある、人口約7,400人の基礎自治体（コムーネ）。

## 地理

### 位置・広がり

#### 隣接コムーネ
隣接するコムーネは以下の通り。括弧内のMIはミラノ県、CRはクレモナ県所属を示す。
- ボッファローラ・ダッダ
- チェルヴィニャーノ・ダッダ
- ガルガニャーノ
- メルリーノ
- ムラッツァーノ
- パウッロ (MI)
- スピーノ・ダッダ (CR)

### 地勢・地形
- 河川：アッダ川

### 気候分類・地震分類
気候分類では、zona E, 2557 GGに分類される。
また、イタリアの地震リスク階級 (it) では、zona 3 (sismicità bassa) に分類される。

## 行政

### 分離集落
ゼーロ・ブオン・ペルシコには、以下の分離集落（フラツィオーネ）がある。
- Bisnate, Cascina Giussana, Cascina Molinetto, Casolate, Mignete, Molinazzo, Muzzano, Villa Pompeiana